# Bientina
Bientina ist eine italienische Gemeinde mit 8653 Einwohnern (Stand 31. Dezember 2023) in der Region Toskana. Sie gehört zur Provinz Pisa.

## Geografie
Die Gemeinde liegt ca. 60 km westlich der Regionalhauptstadt Florenz und 15 km östlich der Provinzhauptstadt Pisa an der Ostseite der Bergkette des Monte Pisano und südwestlich des Monte Serra in der klimatischen Einordnung italienischer Gemeinden in der Zone D, 1 856 GR/G, an dem weiten, urbar gemachten Bett des ehemaligen Sees von Bientina.
Zu den Ortsteilen zählen Caccialupi (20 m, ca. 25 Einwohner), Puntone (11 m, ca. 25 Einwohner), Quattro Strade (55 m, ca. 950 Einwohner) und Santa Colomba (61 m, ca. 280 Einwohner).
Die Nachbargemeinden sind Altopascio (LU), Buti, Calcinaia, Capannori (LU), Castelfranco di Sotto, Santa Maria a Monte und Vicopisano.

## Geschichte
Der Ort Bientina wurde im Jahre 793 zum ersten Mal urkundlich erwähnt und stand danach lange unter der Herrschaft des Erzbischofs von Pisa. Vom 13. bis zum 15. Jahrhundert gehörte Bientina abwechselnd zu den Stadtrepubliken Lucca und Pisa, bis es sich im Jahre 1402 endgültig Florenz unterwarf.
Bekannt wurde Bientina durch die Trockenlegung des gleichnamigen Sees. Dieses ehemals größte toskanische Binnengewässer befand sich an der Grenze des Machtbereichs der Staaten Florenz und Lucca und wurde ausgiebig zur Fischerei genutzt. Da die Hochwasser des Arno zu regelmäßigen Überschwemmungen führten, wurden unter Cosimo I. de’ Medici erste Arbeiten zur Trockenlegung des Sees und des angrenzenden Sumpflandes unternommen. Erfolgreich beendet wurden diese jedoch erst in der 2. Hälfte des 19. Jahrhunderts unter der Regierung von Leopoldo II.
In den Jahren 1965–1966 wurden im Rahmen von Sanierungsarbeiten größere Teile des historischen Stadtzentrums von Bientina abgerissen. Heute ist das Gebiet der Gemeinde wirtschaftlich von Kleinunternehmen geprägt (Möbel, Lederwaren).

## Kultur und Sehenswürdigkeiten

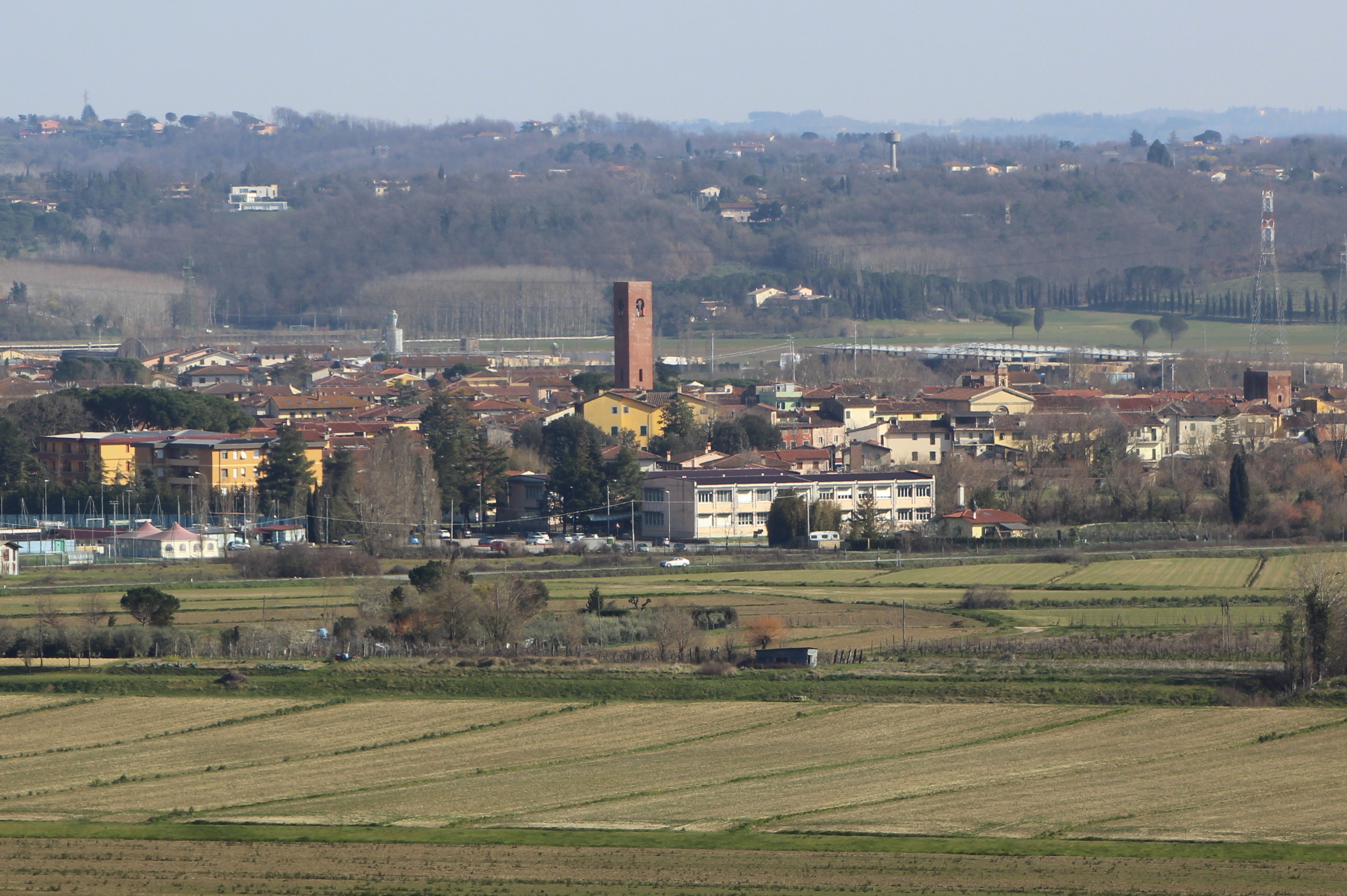
Blick auf Bientina

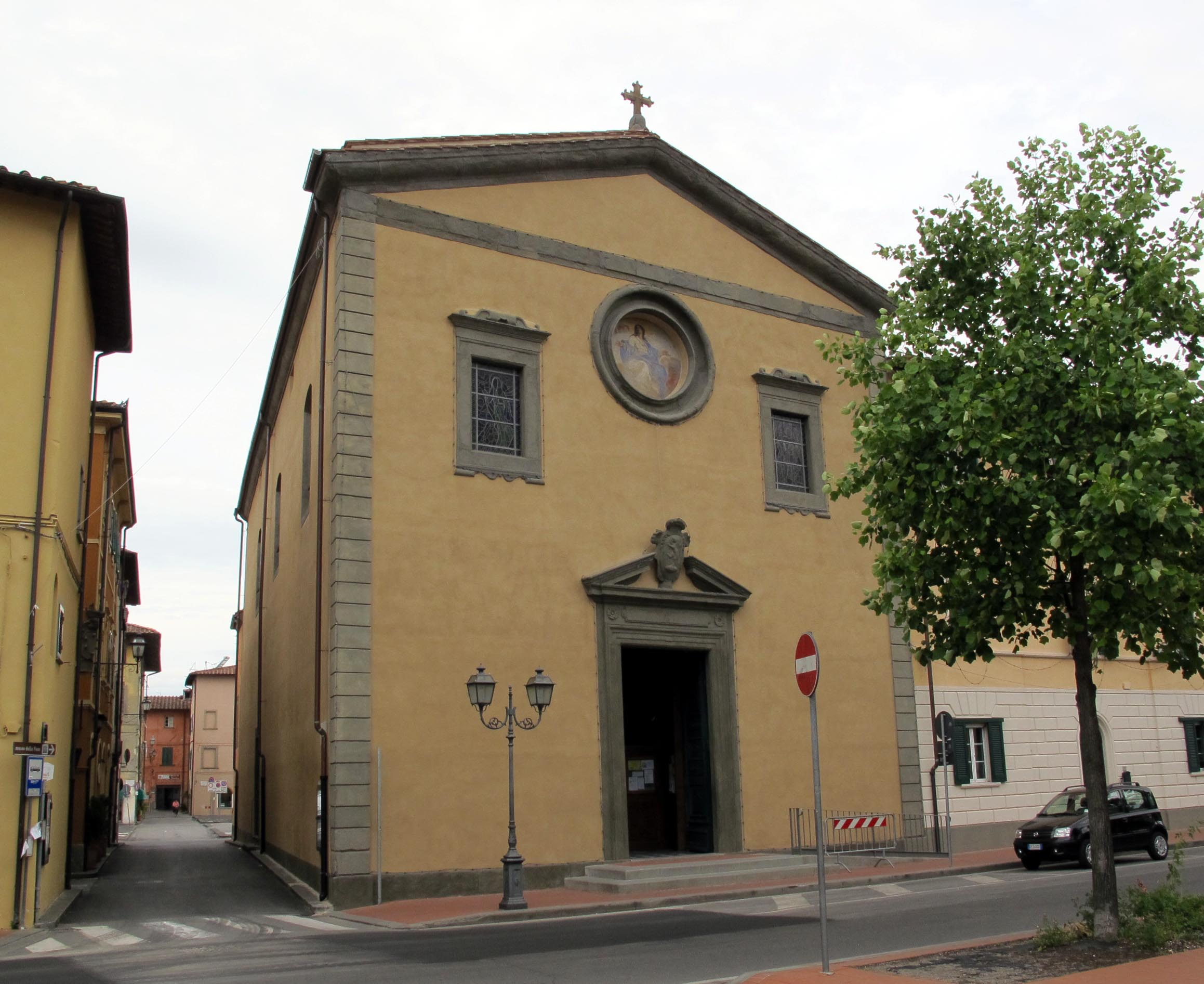
Die Kirche Santa Maria Assunta

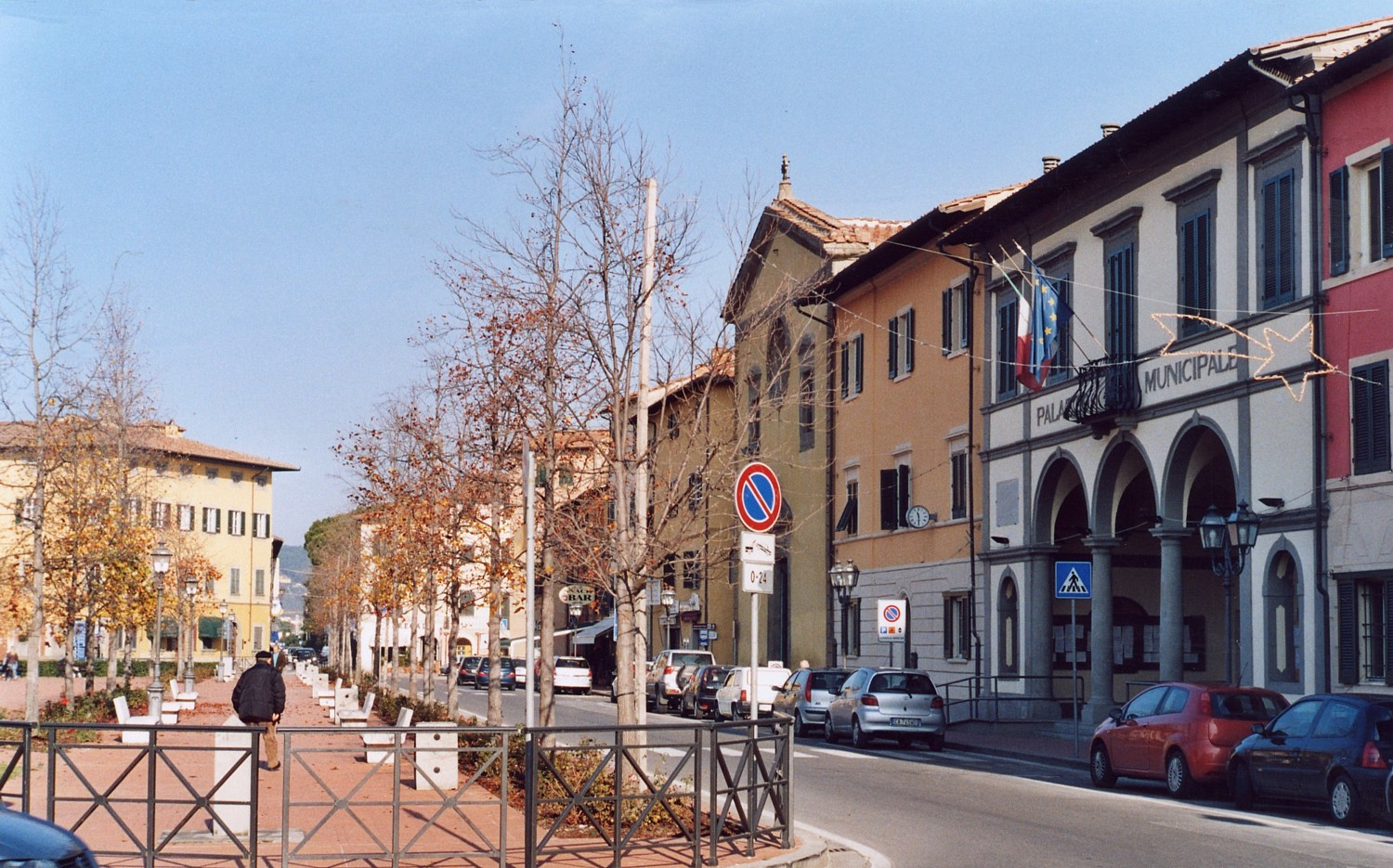
Der Hauptplatz mit Rathaus

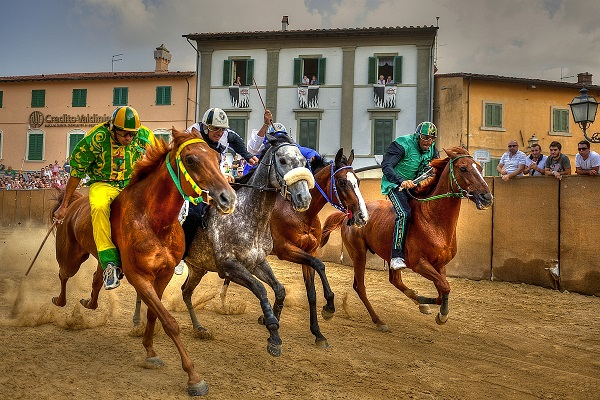
Der Palio von Bientina (2013)

### Kirchen
- Chiesa di Santa Maria Assunta, 1326[4] erstmals erwähnte und im 17. Jahrhundert im Barockstil umgebaute Kirche, die auch dem Heiligen Valentin von Rom geweiht. Enthält Werke von Pietro Dandini (Apoteosi di San Valentino), Antonio Puglieschi (Martirio di San Valentino) und Tommaso Redi (Condanna a morte di San Valentino).[5]
- Chiesa di San Domenico, entstanden in der ersten Hälfte des 17. Jahrhunderts kurz außerhalb der Stadtmauern nahe der Porta Fiorentina. Enthält von Aurelio Lomi das Werk Ultima cena (1603 für die Pieve Santa Maria entstanden).[5] Der von weitem sichtbare Campanile, Torre del Belvedere genannt, entstand erst 1978.
- Chiesa della Madonna del Bosco, Kirche im Ortsteil Santa Colomba.

### Museen
- Museo della Pieve (religiöse Kultgegenstände vom 16. bis zum 19. Jahrhundert).
- Museo degli Etruschi (Etruskermuseum, auch Museo della storia antica del comune di Bientina Vittorio Bernardi) in der profanierten Kirche San Girolamo (frühes 17. Jahrhundert). Die Sammlung umfasst Funde aus dem Gebiet der Gemeinde, die zum Teil bei den Trockenlegungsarbeiten entdeckt wurden.

### Naturschutzgebiete
- WWF-Naturschutzgebiet Bosco di Bottaccio, auf dem Gebiet der Gemeinden Bientina (Feuchtgebiet) und Capannori (Provinz Lucca, Wald)
- Bosco di Tanali (160 ha) an den Hängen des Monte Pisano

## Regelmäßige Veranstaltungen
- Carnevale Bientinese (Karnevalsumzüge, im Frühjahr)
- Festa patronale di San Valentino – Fest des Schutzpatrons (Pfingsten)
- Palio delle Contrade im Juli. Pferderennen nach dem Vorbild des Palio von Siena.

## Gemeindepartnerschaft
Bientina unterhält seit 1997 eine Gemeindepartnerschaft mit der französischen Gemeinde Saint-Rémy-de-Provence.

## Söhne und Töchter der Gemeinde
- Gaetano Polidori (1764–1853), Schriftsteller
- Oreste Bernardoni (1911–1965), französisch-italienischer Radrennfahrer
- Enrico Rossi (* 1958), Politiker